# Figaro
Figaro  (лат.) — род семейства кошачьих акул (Scyliorhinidae), который до 2008 года считался подродом рода пилохвостов Galeus. Два известных вида обитают у берегов Австралии. Они не представляют опасности для человека и не являются объектом рыбного промысла.

## Таксономия
В статье австралийского ихтиолога Гилберта Перси Уитли, появившейся в 1928 году в научном журнале «Records of the Australian Museum» Figaro рассматривался как подрод  Pristiurus. Уитли описывал новый вид акул, названный им Pristiurus boardmani. В 1908 году Генри Уид Фаулер признал роды Pristiurus и Galeus синонимами. Хотя Уитли в 1939 году выделил Figaro в отдельный класс, большинство авторов продолжали считать Figaro подродом Galeus. В 2008 году ведущие исследователи CSIRO исследователи Даниэль Гледхилл, Ласт и Уильям Уайт также признали Figaro отдельным родом, к которому отнесли Figaro Boardmani и новый вид Figaro striarus.
Одной из ключевых характеристик Figaro является вентральный гребень из плакодиных чешуек на хвостовом плавнике, который также имеется у нескольких видов рода кошачьих акул-парматурусов (Parmaturus), Galeus springeri и Galeus  murinus). Кроме того, Figaro по нескольким морфологическим признакам (сращение внешних краёв брюшных плавников у самцов) напоминает вид австралийских пятнистых кошачьих акул. Для прояснения взаимосвязей между родами Figaro, Galeus и  Parmaturus  необходимы дополнительные исследования.
- Figaro boardmani  Whitley, 1928
- Figaro striatus Gledhill, Last & W. T. White, 2008

## Ареал
Оба вида рода Figaro являются эндемичными для австралийских вод. Figaro boardmani обитает на юге, а Figaro striatus на северо-востоке. Это глубоководные донные акулы, которые предпочитают держаться на внешнем континентальном шельфе и верхнем материковом склоне.

## Описание
Более крупный вид Figaro boardmani в длину достигает 61 см, в то время как размер Figaro striatus не превышает 42 см. Члены этого рода напоминают акула рода пилохвостов с их плотным, стройным телом и короткой головой. Овальные глаза Figaro boardmani вытянуты по горизонтали и оснащены рудиментарным третьим веком; позади глаз имеется узкий выступающий хребет, там же расположены крошечные дыхальца. Передние края ноздрей образуют треугольные кожные складки. Рот широкий, по углам имеются короткие борозды, зубы маленькие с многочисленными зазубринами. Имеются пять пар жаберных щелей.
Первый и второй спинной плавники похожи по форме и размеру и расположены позади брюшных плавников и анального плавника соответственно. Расстояние между спинными плавниками значительно больше длины их оснований. Грудные плавники короткие и широкие, а брюшные и анальный плавники небольшие с длинным основанием. Грудные, брюшные и анальный плавники пропорционально меньше, чем у пилохвостов. В отличие последних у взрослых самцов Figaro имеются небольшие «фартуки», образованные в результате сращения внешних краёв брюшных плавников, которые частично покрывают сужающиеся к концу птеригоподии. Хвостовой стебель длинный. Хвостовой плавник короткий, с небольшой нижней лопастью и вентральной выемкой у кончика верхней лопасти. Тело и плавники густо покрыты мелкими, перекрывающими друг друга плакоидными чешуйками. Кроме того, более крупные чешуйки образуют выступающий пилообразный хребет, расположенный на дорсальном и вентральном краях хвостового плавника. На спине имеются тёмные пятна седловидной формы, у Figaro boardmani они широкие, а у Figaro striatus — узкие. Кроме того, эти виды имеют дополнительные морфологические различие, например, относительный размер глаз.

## Биология и экология
Рацион Figaro boardmani состоит в основном из рыб, ракообразных и головоногих. Эти акулы размножаются, откладывая яйца.

## Взаимодействие с человеком
Figaro boardmani регулярно ловится в качестве прилова при донном тралении. Как и все кошачьи акулы, они не представляют опасности для человека. 7